# Risen (2021)
Risen ist ein Science-Fiction-Thriller von Eddie Arya, der am 20. August 2021 in ausgewählte US-Kinos kam.

## Handlung
In Badger, einer ländlichen Kleinstadt im Bundesstaat New York, ereignet sich eine Katastrophe. Nach einem Meteoriteneinschlag ist die Luft von Giftwolken verseucht und die Menschen beginnen zu sterben. Die Astrobiologin Dr. Lauren Stone soll dieses ungewöhnliche Ereignis untersuchen.
An der Stelle, wo der Meteorit einschlug, ist ein riesiger Baum gewachsen, der scheinbar nicht von der Erde stammt. Man entwickelt die Theorie, dass es sich bei dem Meteor in Wirklichkeit um eine Samenkapsel handelte, die von Außerirdischen bei der Suche nach einer neuen Heimat auf die Erde entsandt wurde, um hier eine für sie bewohnbare Umgebung zu schaffen und sie dann zu kolonisieren, weil ihr eigener Planet selbst im Sterben liegt.

## Produktion
Der Film ist von einem Meteoreinschlag in Russland inspiriert und spinnt dieses Geschehnis fort. Am 15. Februar 2013 war in der Tscheljabinsker Oblast rund um die Stadt Tscheljabinsk im russischen Ural weithin sichtbar ein Meteoroid oder kleiner Asteroid in die Erdatmosphäre eingetreten. Hierbei kam es zu einer großen Energiefreisetzung und einer Druckwelle. Mit einem Gewicht von rund 12.000 Tonnen handelte es sich bei diesem um den größten bekannten Meteor seit über 100 Jahren. Einmalig für einen Meteoritenfall war auch die hohe Zahl der verletzten Personen. Bei seinem Kurs zur Erde hatte der Meteor eine feine Trümmerwolke in der Atmosphäre hinterlassen.
Regie führte Eddie Arya, der auch das Drehbuch schrieb. Es handelt sich nach The Navigator und The System um seinen dritten Spielfilm.
Der Film kam am 20. August 2021 in ausgewählte US-Kinos. Eine erste Vorstellung in Australien erfolgte im November 2021 beim Sydney Science Fiction Film Festival.

## Auszeichnungen
- 2021 Audience Award beim Sydney Science Fiction Film Festival[5]